# Alberto Mugiasca
Alberto Mugiasca (Como, 10 marzo 1635 – Como, 11 settembre 1694) è stato un vescovo cattolico italiano.

## Biografia
Alberto Mugiasca, comasco di nascita, frate dell'Ordine dei Predicatori, successe al cardinal Ciceri nella Diocesi di Alessandria il 7 ottobre 1680 quando svolgeva a Roma il compito di commissario del Sant'Uffizio.
L'ingresso solenne in diocesi avvenne il 16 febbraio 1681. Nel mese di maggio dello stesso anno procedette alla sua prima visita pastorale. L'11 aprile del 1684 celebrò il nono sinodo diocesano e, nel 1687 replicò un'altra visita pastorale. Ne diede inizio ad una terza nel 1693 che però né seguì molto né riuscì a terminare.
Viene ricordata dagli annali la solenne processione, il 7 settembre 1683, come richiesta di aiuto a Dio per gli eserciti cristiani contro i turchi per l'assedio di Vienna conclusosi positivamente il 12 settembre di quell'anno.
Durante lo svolgimento della terza visita pastorale si recò a Como, dove colpito da improvvisa malattia, vi morì l'11 settembre 1694.

## Genealogia episcopale
La genealogia episcopale è:
- Cardinale Guillaume d'Estouteville, O.S.B.Clun.
- Papa Sisto IV
- Papa Giulio II
- Cardinale Raffaele Sansone Riario
- Papa Leone X
- Papa Paolo III
- Cardinale Francesco Pisani
- Cardinale Alfonso Gesualdo di Conza
- Papa Clemente VIII
- Cardinale Pietro Aldobrandini
- Cardinale Laudivio Zacchia
- Cardinale Antonio Barberini, O.F.M.Cap.
- Cardinale Marcantonio Franciotti
- Cardinale Giambattista Spada
- Cardinale Carlo Pio di Savoia
- Vescovo Alberto Mugiasca, O.P.